# Рьонеелвен
Рьонеелвен (на шведски: Råneälven) е река в Северна Швеция (провинция Норботен), вливаща се в Ботническия залив на Балтийско море. Дължина 210 km, площ на водосборния басейн 4 207 km².

## Географска характеристика
Река Рьонеелвен изтича от югозападната част на езерото Рьонетреск, разположено на 363 m н.в., южно от масива Дундрет (823 m), в централната част на провинция Норботен). Тече в югоизточна посока през няколко проточни езера (Валвтрескет, Еверстбютрескет, Дегерселет и др.) и образува множество бързеи, прагове и водопади. Влива се в най-северната част на Ботническия залив на Балтийско море на 4 km югоизточно от град Рьонео.
Водосборният басейн на река Рьонеелвен обхваща площ от 4207 km². Речната ѝ мрежа е двустранно развита. На североизток и югозапад водосборният басейн на Рьонеелвен граничи с водосборните басейни на реките Каликселвен, Витон и Люлеелвен и други по-малки, вливащи се в Ботническия залив на Балтийско море. Основни притоци: леви – Нора Лехльон, Рьорон; десни – Аймойоки, Абрамсон.
Рьонеелвен има предимно снежно подхранване с ясно изразено пролетно-лятно пълноводие и зимно маловодие.
По течението на реката са разположени няколко, предимно малки населени места: Натавара, Мордсел, Ниемис, Рьонео.